# Österreichisches Filminstitut
L'Österreichisches Filminstitut (ÖFI ; littéralement « Institut du film autrichien ») est un organisme public autrichien qui a pour objectif de développer et promouvoir le cinéma en Autriche. Il peut être considéré comme l'équivalent de l'organisme français Unifrance.